# Пилюшенко Віталій Лаврентійович
Пилюшенко Віталій Лаврентійович (1 серпня 1937, Донецьк — 31 серпня 2015, с. Ямпіль Донецької області) — радянський, український вчений — металург, заслужений діяч науки і техніки України (2002), лауреат Державної премії СРСР (1989) та України (2002) в галузі науки і техніки, член — кореспондент Національної Академії наук України, доктор технічних наук, професор.

## Біографія
Віталій Лаврентійович Пилюшенко народився 1 серпня 1937 року у місті Донецьк (колиш. Сталіно). У 1944 році пішов до школи у місті Гур'єв (тепер Атирау, Казахстан), куди родина була евакуйована під час війни. З 1945 по 1948 рок вчився у школі м. Кутаісі (Грузія). У 1948 році родина повернулась у м. Сталіно, де закінчив середню школу № 1. У 1959 році закінчив Донецький політехнічний інститут (тепер Донецький національний технічний університет) за фахом «Металознавство та термічна обробка металів» та розпочав трудову діяльність контрольним майстром на підприємстві у м. Саратов. У тому ж році був переведений на Новокраматорський машинобудівний завод, де працював старшим інженером металографічної лабораторії, начальником лабораторії прокатних валків, начальником термічної лабораторії. У 1965 −1967 роках брав участь у будівництві металургійного комбінату у місті Бхілаї (Індія). У 1971 році був переведений на Краматорський завод лиття та поковок (тепер Енергомашспецсталь), де працював заступником начальника ЦЗЛ, а потім головним металургом підприємства. У 1973 році В. Л. Пилюшенка було переведено на Донецький металургійний завод, де він пройшов шлях від керівника групи ЦЗЛ до заступника головного інженера заводу з нової техніки та технології.
З 1984 по 1986 роки В. Л. Пилюшенко — професор та завідувач кафедри «Технологія металів» Донецького політехнічного інституту. У 1986 році рішенням Міністерства чорної металургії СРСР В. Л. Пилюшенка переведено в Інститут чорної металургії імені З. І. Некрасова НАН України (м. Дніпропетровськ) заступником директора з наукової роботи, а у 1988 році його обрали його директором. У 1996 році був запрошений на Донецький металургійний завод на посаду заступника генерального директора з реконструкції.
У 1998 році доктор технічних наук, професор, член — кореспондент НАН України В. Л. Пилюшенко був запрошений у Донецький державний університет управління, де працював до 2014 року проректором з наукової роботи, завідувачем кафедри маркетингового менеджменту (тепер кафедра маркетингу).
Після тривалої тяжкої хвороби Віталій Лаврентійович Пилюшенко помер 31 серпня 2015 року. Похований в селищі Ямпіль Лиманського району Донецької області.

## Наукова діяльність
Під керівництвом та за безпосередньою участю В. Л. Пилюшенка були виконані численні дослідження в галузі якості металовиробів, мікролегування конструкційних сталей, створення нових марок сталей та розробки нових металургійних технологій. Були розроблені і впроваджені технології виробництва деталей турбін-роторів, дисків, робочих та опорних валків гарячої, холодної та теплої прокатки. Виконані дослідження впливу технології виплавки, розливки та пластичної деформації на формування якісних характеристик безперервнолитої заготівки, листу та трубної заготівки. Створені технології позапічної обробки сталі та чавуну, виробництва вакуумованої шарикопідшипникової сталі, листового прокату для суднобудівництва. Виконані фундаментальні дослідження процесів кристалізації під час зовнішнього впливу та формування структури та фізично-механічних властивостей мікролегованих сталей. Віталий Лаврентійович Пилюшенко брав участь в розробці Концепції розвитку чорної металургії України, прийнятою Верховною Радою у 1995 році.
Під час роботи в Донецькому державному університеті управління основними напрямками досліджень В. Л. Пилюшенка були якість та конкурентоспроможність металовиробів, промисловий маркетинг, проблеми логістики та природокористування.
Віталій Лаврентійович Пилюшенко є автором 282 наукових праць, 33 монографій та навчальних посібників, 145 авторських свідоцтв та патентів. Под його керівництвом захищено 2 докторських та 17 кандидатських дисертацій.

## Визнання та нагороди
Наукова, виробнича та педагогічна діяльність Віталія Лаврентійовича Пилюшенка відзначена державними нагородами та званнями.
Постановою ЦК КПРС та Ради Міністрів СРСР від 30 жовтня 1989 року В. Л. Пилюшенку присуджена Державна премія СРСР в галузі науки і техніки за створення наукових основ та технологій термомеханічного зміцнення сталей та сплавів.
У 1995 році В. Л. Пилюшенка було обрано членом — кореспондентом Національної Академії наук України за фахом «Металургія».
У 2002 році йому присвоєно почесне звання «Заслужений діяч науки і техніки України», а у грудні того ж року присуджена Державна премія України в галузі науки і техніки за розробку і реалізацію енерго- та ресурсозберігаючих технологічних циклів виробництва конкурентоспроможних металовиробів на основі комплексу печей-ковшів і машин безперервного лиття заготовок.
В. Л. Пилюшенко був членом металургійної секції Комітету по Державним преміям України в галузі науки і техніки, членом редколегій журналів «Металл и литье Украины», «Металознавство та обробка металів», членом двох спеціалізованих нарад по захисту докторських дисертацій. Був обраний іноземним членом Королівського товариства матеріалознавства (Англія), академіком Академії гірничих наук України, академіком Академії технологічних наук України, академіком Академії економічних наук України.
Нагороджений урядовими нагородами та грамотами.

## Сім'я
Батько — Пилюшенко Лаврентій Несторович (1909 — 1985), народився у с. Гюнівка (Великобілозерський район) Запорізької області. Працював водієм та механіком.
Мати — Мурзенко Анастасія Михайлівна (1913 — 1991), народилась у с. Великий Янісоль (Великоновосілківський район) Донецької області. Працювала медичною сестрою.
Сестра — Пилюшенко Тамара Лаврентіївна (1941-2022). Дружина — Пилюшенко (Тихонова) Рімма Олександрівна (1936—2017).
Діти — Олександр (1959), Анастасія. Онуки — Павло (1987), Дмитро (1998), Сергій (2003). Правнуки — Міла (2016), Міхаель (2023).